# Скибо Галина Григорівна
Галина Григорівна Скибо (нар. 22 червня 1940) — українська науковиця, докторка медичних наук, член-кореспондентка НАН України (2018), лауреатка премій НАН України ім. О.О. Богомольця (1996) та П.Г. Костюка (2019), лауреатка Державної премії України в галузі науки і техніки (2013), заслужена діячка науки і техніки України (2006), завідувачка відділу цитології Інституту фізіології ім. О.О. Богомольця НАН України, професорка ННЦ "Інститут біології та медицини" Київського національного університету ім. Т.Г. Шевченка.

## Біографія
Галина Скибо народилася у Москві в родині військовослужбовця. У 1957 році закінчила Московську середню школу № 626 (нині — Школа № 1258 із поглибленим вивченням німецької мови). В тому ж році переїхала до Києва у зв'язку зі службовою необхідністю батька, де вступила на педіатричний факультет Київського медичного інституту імені О. О. Богомольця (нині — Національний медичний університет імені О.О. Богомольця), який закінчила у 1963 році, отримавши рекомендацію для вступу в аспірантуру. Розпочала свою наукову діяльність у 1963 році в лабораторії фізіології і біофізики нервової клітини Інституту фізіології як аспірантка П. Г. Костюка. З 1996 року до теперішнього часу Г. Г. Скибо завідує організованим нею відділом цитології Інституту фізіології імені О. О. Богомольця НАН України.
Має доньку Олену та двох онуків—— Олександру та Григорія.

## Наукова робота
Г. Г. Скибо — одна з провідних нейроморфологів України. Її наукова діяльність спрямована на вивчення структурних особливостей головного мозку в нормі, в процесі його розвитку та за умов моделювання різних патологічних станів центральної нервової системи. 
Захистила кандидатську дисертацію на тему «Передача аферентної імпульсації через медіальне ядро Бурдаха» (1968), а також докторську дисертацію на тему «Структурні основи клітинного нейрогенезу в дисоційованій культурі нервової тканини» (1989).
Під керівництвом Г. Г. Скибо у відділі цитології вперше в Україні було налагоджено і успішно використовуються системи культивування нервових клітин (дисоційовані та органотипові культури різних відділів центральної нервової системи), на яких моделюються та досліджуються різні патологічні стани нервової системи, аналізуються можливості фармакологічної корекції нейропатій. За допомогою методів світлової та електронної мікроскопії, імуногістохімії також були проведені детальні дослідження структурної пластичності нервових клітин та синаптичного апарату головного мозку. Особлива увага приділяється вивченню клітинних та молекулярних механізмів ушкодження нервових клітин при розвитку церебральних патологій, впливу нейропатій на нейрональну та синаптичну пластичність, участі гліальних клітин у розвитку нейродегенеративних процесів. 
Протягом останнії років Г. Г. Скибо займається дослідженням використання клітинної терапії для лікування нейродегенеративних захворювань. За допомогою модельних систем in vitro та in vivo нею та співробітниками відділу цитології було продемонстровано регенеративний потенціал стовбурових клітин, зокрема індукованих плюрипотентних клітин людини, при ішемічному ураженні головного мозку.
Г. Г. Скибо проявила себе не лише як вчена, але і як талановита організаторка науково-дослідної роботи. Так, завдяки її зусиллям в Інституті фізіології імені О. О. Богомольця НАН України у 1992 році було створено лабораторію нейроцитології, яка у 1996 році перетворилася на відділ цитології. Сьогодні відділ цитології є провідним науковим підрозділом Інституту, який займається комплексними дослідженнями в галузі біології нервових клітин. У відділі цитології використовуються сучасні методи молекулярної та клітинної біології: світлова та електронна мікроскопія, методи гістохімії та імуногістохімії, кількісного ультраструктурного аналізу, комп'ютерного аналізу зображень і морфометрії, а також математичного моделювання.
Г. Г. Скибо є авторкою більш ніж 300 наукових робіт, серед яких 2 монографії — «Структурні закономірності розвитку нейронів в умовах культивування» (1992),  «Експериментальна ішемія головного мозку» (2016). Має публікації в таких високорейтингових журналах як Brain, Hippocampus, Stem Cells, PNAS, Stem Cells Transl Med, Eur J Neurosci, J Cell Mol Med, Neurosci Meth, J Comp Neurol, Cell Calcium. Г.Г. Скибо також є членом редакційних колегій журналів «Український неврологічний журнал», «Патологія».
Під науковим керівництвом Г. Г. Скибо захищено 5 докторських і 12 кандидатських дисертацій.

Станом на 1 червня 2021 року Індекс Гірша за даними наукометричної бази Scopus становить 17.

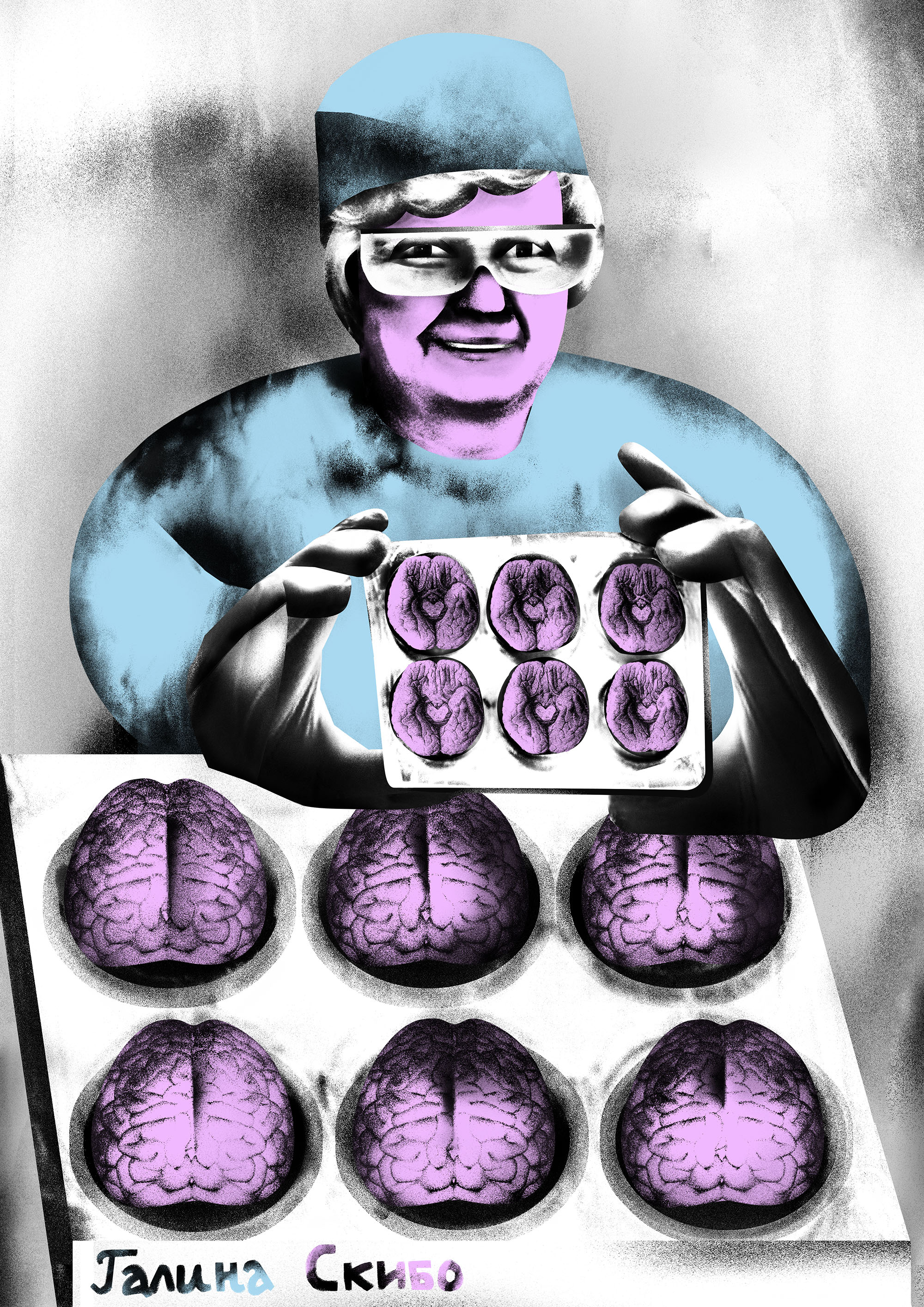
Портрет Галини Скибо, створений в рамках проєкту "Наука — це вона"

## Громадська діяльність
Окрім потужних наукових досліджень Галина Григорівна веде активну громадську діяльність. Вона — перша жінка в Україні, яка у 1994 році стала членкинею громадської організації Ротарі клуб "Київ", який входить в міжнародну мережу Ротарі Інтернешнл. 
В 1997 році разом з однодумцями заснувала другий в Києві Ротарі клуб "Київ-Печерськ" (в 2018 році був перейменований на Київ-Столиця), де одразу була обрана Президенткою, ставши таким чином першою в Україні жінкою - президенткою ротарі-клубу. Діяльність молодого клубу була спрямована на підтримку та допомогу талановитій молоді, на забезпечення медичним обладнанням дитячих лікарень та впровадження проєктів, метою яких є зміцнення здоров'я українських дітей.
У 2021 році Галина Скибо взяла участь в освітньому арт-проєкті STEM is FEM «Наука — це вона», який спрямований на популяризацію наукової діяльності серед дівчат та руйнування гендерних стереотипів.

## Відзнаки
Нагороджена орденами Княгині Ольги III ступеня (2003) та Святого Князя Володимира IV ступеня (2012).